# (32879) 1993 OO5
1993 OO5 (asteroide 32879) é um asteroide da cintura principal. Possui uma excentricidade de 0.07798500 e uma inclinação de 1.71526º.
Este asteroide foi descoberto no dia 20 de julho de 1993 por Eric Walter Elst em La Silla.